# Xenofonte
Xenofonte (em grego clássico: Ξενοφῶν; romaniz.: Xenophō̃n; ca. 430 a.C. – 354 a.C.) foi militar, historiador e filósofo ateniense, discípulo de Sócrates. Ele foi autor de inúmeros tratados práticos sobre assuntos que vão desde equitação a tributação, ficou conhecido pelos seus escritos sobre a história do seu próprio tempo e pelos seus discursos de Sócrates.

## Biografia
Xenofonte, filho de Grilo, originário de Erquia, um demo de Atenas. Na sua Anábase, que narra acontecimentos ocorridos entre 401 e 399 a.C., é sugerido que Xenofonte seria um pouco mais velho que o seu amigo Próxeno, o qual tinha cerca de quarenta anos quando dos acontecimentos. A maioria dos estudiosos coloca portanto a sua data do seu nascimento no ano 430 a.C. ou um pouco depois.
Xenofonte era originário de uma família rica e influente em Atenas. Como tal, terá participado nos recontros finais da Guerra do Peloponeso incorporado nas fileiras da aristocrática cavalaria ateniense.
Estrabão conta que, após uma derrota ateniense em que Sócrates e Xenofonte haviam perdido seus cavalos, Sócrates encontrou Xenofonte caído no chão, e chutou por vários estádios, até que a batalha terminou.
Xenofonte parece ter estado alinhado com o aristocrático governo dos Trinta Tiranos instalado por Esparta em Atenas após a derrota final desta cidade na Guerra do Peloponeso. A queda deste governo numa revolução ocorrida em 403 a.C. terá sido um importante factor motivador para que Xenofonte se juntasse à expedição de Ciro, o Jovem.
Xenofonte entre 401 a.C e 399 a.C. participou como soldado da campanha militar organizada por um governante persa chamado Ciro, o Jovem, contra o seu irmão, Artaxerxes II, composta em grande parte por gregos mercenários e formando uma expedição militar que ficaria conhecida como o "exército dos Dez Mil".
Xenofonte diz que se aconselhou com o veterano Sócrates se deveria ou não ir com Ciro, e Sócrates indicou-lhe o oráculo de Delfos. Sua pergunta ao oráculo, no entanto, não foi de aceitar ou não o convite de Ciro, mas "para qual dos deuses deveria rezar e prestar sacrifício, para que pudesse completar sua pretendida jornada e retornar em segurança, com bons resultados". O oráculo lhe disse para quais deuses. Quando Xenofonte retornou a Atenas e contou para Sócrates o conselho do oráculo, Sócrates o reprimiu por fazer a pergunta errada ao oráculo, mas disse: "Já que você fez essa pergunta, você deve fazer o que alegrará o deus." (Esse é o único relato de contato pessoal entre Sócrates e Xenofonte em todos seus escritos.)
Na incursão de Ciro contra o xá aquemênida este utilizou muitos mercenários desempregados em função do fim da Guerra do Peloponeso. Ciro lutou contra Artaxerxes na Batalha de Cunaxa. Os gregos venceram, mas Ciro foi morto, e logo depois seu general, Clearco de Esparta, foi convidado a uma conferência de paz, traído e executado. O exército de Ciro, o Jovem, viu-se em um território hostil, próximo ao coração da Mesopotâmia, longe dos mares e sem seus líderes. Elegeram novos líderes, incluindo o próprio Xenofonte, e combateram em direção ao norte contra persas, armênios e curdos, até a cidade de Trapezo na costa do Mar Negro, de onde navegaram para o oeste, retornando para a Grécia. Na Trácia, ajudaram Seutes II tornar-se imperador. Os relatos de Xenofonte sobre essa expedição e a jornada para casa foi intitulado Anábase ("A Expedição" ou "A Marcha através do País").
A dissertação histórica que Xenofonte faz na obra Anábase é um dos mais antigos exemplos de análise de caráter de um líder feitas por um historiador. Esse tipo de análise tornou-se conhecido nos dias de hoje como a Teoria dos Grandes Homens. Xenofonte descreveu o caráter de Ciro, o Jovem, dizendo que "de todos os Persas que viveram depois de Ciro, o Grande, ele era o que mais se parecia com um rei e o mais merecedor de um império". A leitura do capítulo seis é recomendada pela descrição do caráter de cinco generais derrotados que aliaram-se ao inimigo. Clearco é citado como quem acredita que "um soldado deve temer mais seu comandante do que o inimigo". Meno, o personagem dos Diálogos de Platão, foi descrito como um homem cuja maior ambição era de se tornar rico. Agias, o Arcadiano e Sócrates, o aqueu foram lembrados por sua coragem e consideração pelos amigos.
Xenofonte foi posteriormente, entre 394-393 a.C., exilado de Atenas, provavelmente por ter (supostamente) lutado sob o comando do rei espartano Agesilau contra Atenas em Coroneia, em 394 a.C, durante a Guerra de Corinto (Entretanto, é possível que ele já tivesse sido exilado por sua participação com Ciro.). Os espartanos deram-lhe uma propriedade em Escilo, próximo à Olímpia, onde ele escreveu Anábase e onde ficaria até 371 a.C, quando na batalha de Leuctra a região foi conquistada pela cidade vizinha, Élis. 
Seu filho Grilo comandou a cavalaria ateniense, aliada dos espartanos, na Batalha de Mantineia, enquanto Xenofonte ainda estava vivo,e, por isso, é provável que seu exílio tenha sido revogado. Segundo Diógenes Laércio, Xenofonte teria ido viver em Corinto após a sua retirada de Escilo, e lá viveu até a sua morte, em data incerta.

## Obras
É provável que Anábase, a sua crônica histórica sobre a guerra de Ciro, o Jovem, contra Artaxerxes II tenha sido escrito quando ele vivia nos territórios de Élis, Grécia.  A sua obra Ciropédia foi escrita por volta de 360 a.C., provavelmente quando vivia em Corinto.  Provável que também tenha escrito em Corinto a sua obra Helênicas, onde ele narra a crônica histórica da Grécia entre os anos de 411 e 362 a.C. Escreveu no decorrer destas obras um tratado filosófico de nome hieron, e tratados sobre cavalaria, caça e guerra.

#### Obras Históricas e Biográficas
- Anábase
- Educação de Ciro ou Ciropédia
- Helênicas
- Agesilau

Obras socráticas e diálogos
- Memoráveis ou Ditos e feitos memoráveis de Sócrates
- Econômico (Xenofonte)
- Simpósio (Banquete)
- Apologia de Sócrates (Xenofonte)

Pequenos tratados
- Da equitação ou Sobre cavalaria
- O comandante de cavalaria ou O general de cavalaria
- Hieron
- As rendas
- Constituição dos Lacedemônios ou Constituição de Esparta

Existe também um pequeno tratado sobre a Constituição de Atenas, encontrado em manuscritos juntamente com outras pequenas obras de Xenofonte, atribuído a ele na Antiguidade. O texto, no entanto, provavelmente foi escrito quando Xenofonte tinha cerca de cinco anos de idade. O anônimo autor, comumente chamado de "Velho Oligarca", detesta a democracia de Atenas e as classes mais pobres, mas reconhece que instituições de Péricles são bem estruturadas para seus deploráveis propósitos.